# L'Été prochain
Pour plus de détails, voir Fiche technique et Distribution.
L'Été prochain est un film français de Nadine Trintignant sorti en 1985.

## Synopsis
Il raconte la vie de trois couples lors de vacances dans un chalet de montagne.

## Fiche technique
- Réalisation, scénario : Nadine Trintignant, assisté de Frédéric Blum
- Montage : Marie-Josèphe Yoyotte
- Date de sortie : 9 janvier 1985
- Durée : 100 minutes
- Production : Sara Films
- Musique : Philippe Sarde

## Distribution
- Philippe Noiret : Edouard Séverin
- Claudia Cardinale : Jeanne Séverin
- Fanny Ardant : Dino Séverin
- Jean-Louis Trintignant : Paul, dramaturge; compagnon de Dino
- Marie Trintignant : Sidonie Séverin, pianiste
- Jérôme Anger : Jude, compagnon de Sidonie
- Hubert Deschamps : le voisin de Paul
- Christian Marquand : l'homme avec qui dîne Jeanne
- Serge Marquand : le professeur à l'hôpital
- Judith Godrèche : Nickie adolescente
- Isabelle Mergault : Isabelle
- Riton Liebman : Manuel, frère de Sidonie
- Pierre-Loup Rajot : Farou, frère de Sidonie
- Anna Gaylor : une cliente de l'hôtel
- Jean-Paul Muel : le conducteur de la DS
- Benoît Régent : le médecin
- Edwige Derache-Navarro : Juliette petite
- Dominique Rousseau : Juliette adulte
- Beate Kopp : la patronne du bistrot